# 8. únor
8. únor je 39. den roku podle gregoriánského kalendáře. Do konce roku zbývá 326 dní (327 v přestupném roce). Svátek má Milada.

## Události

### Česko
- 1449 – Ve Strakonicích sešla katolická šlechta z jižních a západních Čech. Pod vedením Oldřicha II. z Rožmberka založili tzv. Jednotu strakonickou, namířenou proti tehdejšímu zemskému správci Jiřímu z Poděbrad.
- 1865 – Gregor Mendel představil na zasedání Přírodovědného spolku v Brně výsledky několikaleté práce a zformuloval Mendelovy zákony dědičnosti, které umožňují vědecké pěstování rostlin a živočichů.
- 1926 – Začalo hrát Osvobozené divadlo.
- 1952 – Vyšlo poslední číslo Lidových novin, vydávání obnoveno v roce 1990.
- 1993 – Proběhla měnová odluka, při které vznikla koruna česká.
- 2002 – Poslanecká sněmovna schválila zákon umožňující občanům seznámit se s většinou dokumentů vzniklých z činnosti komunistické Státní bezpečnosti, včetně seznamu agentů.
- 2020 – V pravoslavném chrámu sv. Cyrila a Metoděje v Praze proběhla slavnostní kanonizace svatých českých novomučedníků.

### Svět
- 1238 – Mongolové vypálili ruské město Vladimir.
- 1250 – Vojska sedmé křížové výpravy se střetla s vojskem Ajjubovců v bitvě u Al-Mansura. Šagrat Al Durr se rozhodl město ubránit a zvítězil.
- 1347 – Byzantská občanská válka 1341–1347 skončila rozdělením moci mezi Janem VI. Kantakuzenosem a Janem V. Palaiologosem.
- 1575 – Vznikla Univerzita v Leidenu.
- 1600 – Vatikán odsoudil Giordana Bruna k smrti upálením.
- 1672 – Isaac Newton představil v Královské společnosti optický objev, že světlo lze pomocí optického hranolu rozložit do světel různých barev; tento jev nazval barevným spektrem.
- 1693 – College of William & Mary ve Williamsburgu ve Virginii byla založena anglickými panovníky Vilémem III. a Marii II.
- 1724 – Petr I. Veliký vydal nařízení o založení Petrohradské akademie věd v Petrohradě.
- 1900 – Na Štrbském Plese se konalo mistrovství Evropy v rychlobruslení.
- 1928 – Skotský průkopník televize John Logie Baird uskutečnil první televizní přenos na světě, z Londýna do New Yorku.
- 1943 – Rudá armáda dobyla Kursk.
- 1950 – V NDR vzniklo Ministerstvo státní bezpečnosti, zaměřené na boj proti špionáži, sabotážím a protistátní činnosti – ve skutečnosti hlavní instituce represivního státního aparátu.
- 1986 – Při srážce nákladního vlaku a rychlíku v kanadských Skalistých horách zemřelo 23 osob a 95 osob bylo zraněno.

## Narození

### Česko

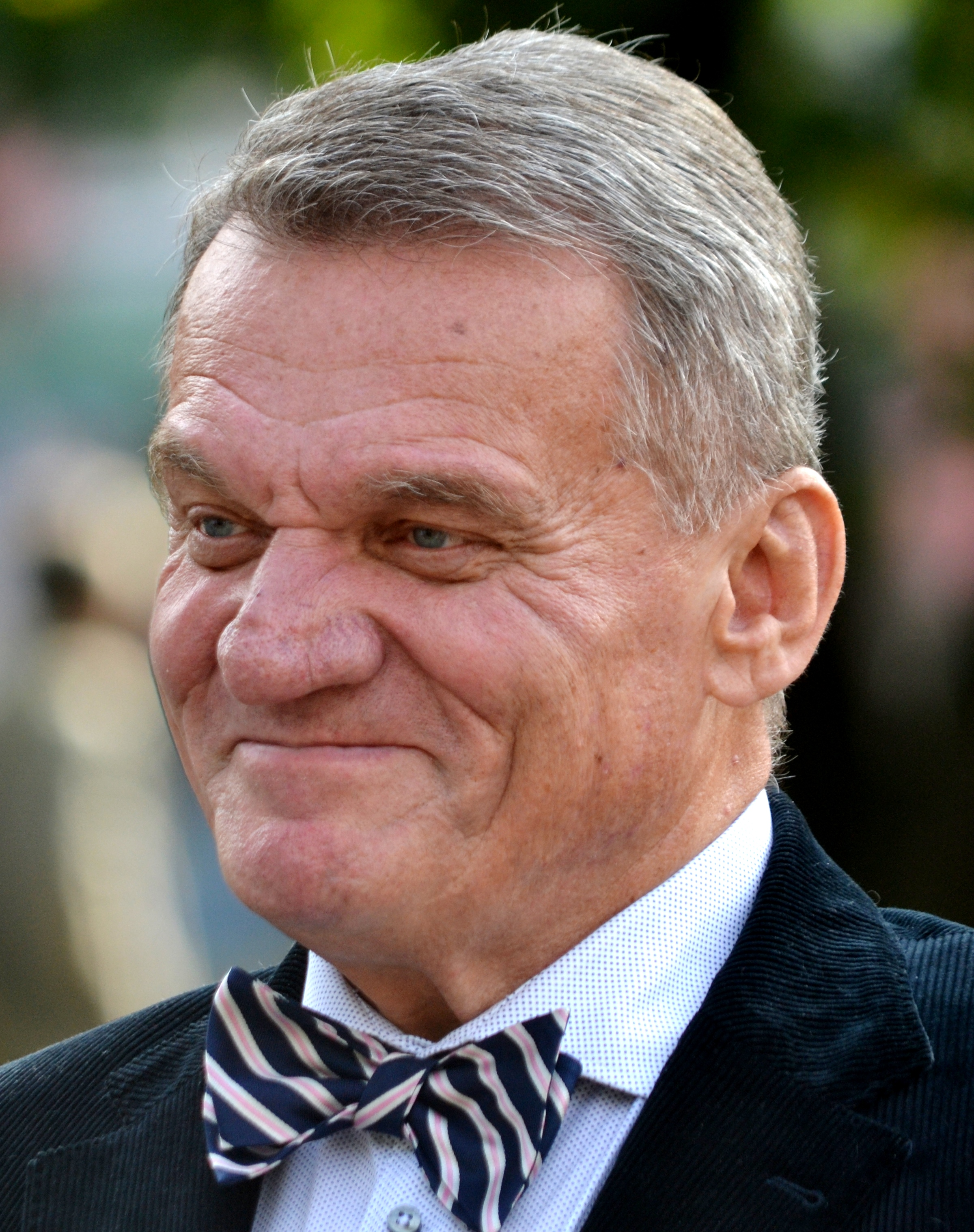
Bohuslav Svoboda (* 1944)

- 1708 – Václav Jan Kopřiva, hudební skladatel († 7. června 1785)
- 1810 – František Piťha, chirurg – urolog († 29. prosince 1875)
- 1839 – Václav Pařík, lékař, komunální politik a přední národní buditel na Litoměřicku († 9. prosince 1901)
- 1851 – Wilhelm Stärze, frýdlantský architekt († 24. listopadu 1902)
- 1853 – Ondřej Boleslav Petr, slezský vlastenec, učitel, herec a přítel Vladimíra Vaška († 27. června 1893)
- 1858
  - Hermenegild Škorpil, přírodovědec († 25. června 1923)
  - Alois Zábranský, spisovatel († 9. září 1921)
- 1862 – Miloš Vojta, československý politik († 13. dubna 1935)
- 1865
  - Isidor Vondruška, kněz, hagiograf a spisovatel († 9. června 1944)
  - František Xaver Harlas, historik umění, malíř a ředitel Muzea hlavního města Prahy († 22. srpna 1947)
- 1866 – Rudolf Hawelka, československý politik († 1937)
- 1870 – Drahomír Josef Růžička, americký lékař a amatérský fotograf českého původu († 30. září 1960)
- 1872 – János Richter, československý politik († 18. května 1934)
- 1878 – Emil Enhuber, československý politik († 3. listopadu 1947)
- 1887 – Fritz Tampe, děčínský sochař († červenec 1945)
- 1889 – Hugo Klement Mrázek, hudební skladatel († 28. prosince 1916)
- 1909 – Ota Dub, spisovatel a lékař († 17. května 1987)
- 1910 – Božena Weleková, herečka a loutkoherečka ( 10. prosince 1979)
- 1911 – Jaroslav Valenta, sekretář Akademické YMCA, za protektorátu významná postava protiněmeckého odboje († 24. října 1942)
- 1912 – Vojtěch Věchet, československý fotbalový reprezentant († 6. září 1988)
- 1913 – Vladislav Soukup, zahraniční voják, výsadkář († 15. března 1943)
- 1914 – Vladimír Hauptvogel, voják, příslušník výsadku Chalk († 13. května 1944)
- 1915 – Vojtěch Tkadlčík, katolický kněz, teolog a slavista († 25. prosince 1997)
- 1922 – Eli Urbanová, učitelka a esperantská básnířka († 20. ledna 2012)
- 1923 – Věra Petáková, divadelní a filmová herečka († 8. dubna 2004)
- 1924 – Josef Hasil, šumavský převáděč, „Král Šumavy“ († 15. listopadu 2019)
- 1925 – Oldřich Lajsek, malíř († 2. října 2001)
- 1927 – Zdeněk Zouhar, pedagog, muzikolog a skladatel vážné hudby († 18. listopadu 2011)
- 1929 – Vlastimil Bedrna, herec († 6. března 2018)
- 1930 – Jiří Šebánek, scenárista, spisovatel a cimrmanolog († 4. dubna 2007)
- 1931 – Milan Chladil, zpěvák († 28. června 1984)
- 1932 – Milan Nakonečný, psycholog a historik
- 1935 – Josef Klán, operní pěvec (bas) († 11. prosince 2012)
- 1943 – Tomáš Čermák, český inženýr
- 1944
  - Bohuslav Svoboda, lékař a politik, primátor Prahy
  - Jiří Zídek, československý basketbalista a trenér († 21. května 2022)
- 1949 – Josef Zoser, politik, bývalý senátor
- 1952 – Eva Jakoubková, herečka († 16. června 2005)
- 1961
  - Jan Pohribný, fotograf, umělec, malíř a učitel
  - Josef Hycl, oftalmolog
- 1964 – Robert Nebřenský, herec a muzikant
- 1967 – Petr Hošek, baskytarista, zakladatel punkové kapely Plexis († 23. ledna 2023)
- 1972 – Martin Tenk, sportovní střelec
- 1979 – Denisa Chládková, tenistka
- 1980 – Lucie Fabíková, házenkářka
- 1981 – Jiří Černošek, basketbalista
- 1983 – Viktor Mikeš, basketbalista
- 1985 – Petra Cetkovská, tenistka
- 1986 – Jan Zbranek, sportovní lezec, mezinárodní stavěč cest
- 1995 – Andrea Bezděková, modelka
- 1996 – Markéta Jeřábková, házenkářka

### Svět

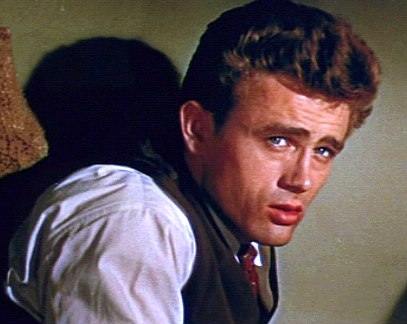
James Dean (* 1931)

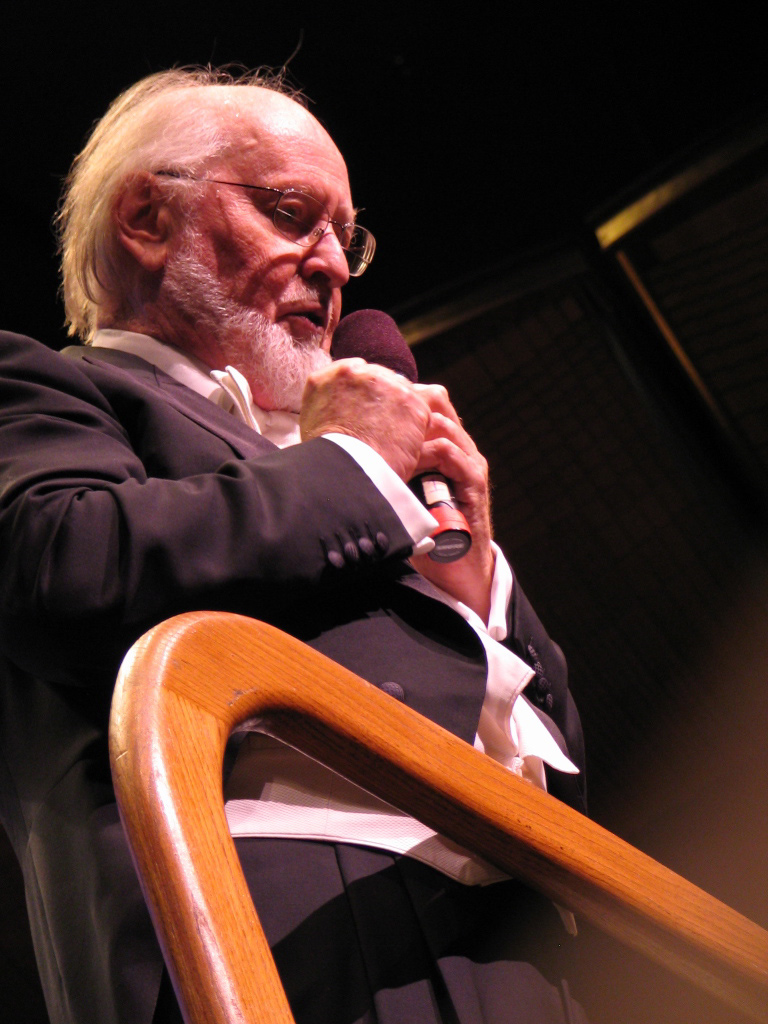
John Williams (* 1932)

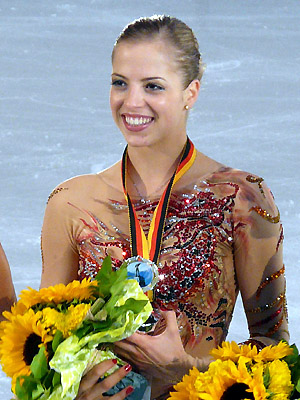
Carolina Kostnerová (* 1987)

- 0120 – Vettius Valens, helénský astrolog († 175)
- 0412 – Proklos, řecký filozof († 17. dubna 485)
- 1191 – Jaroslav Vsevolodovič, veliký kníže vladimirský († 30. září 1246)
- 1291 – Alfons IV. Portugalský, portugalský král († 28. května 1357
- 1405 – Konstantin XI. Dragases, poslední byzantský císař († 29. května 1453)
- 1552 – Théodore Agrippa d'Aubigné, francouzský učenec, vojevůdce, státník a přívrženec kalvinismu († 29. dubna 1630)
- 1591 – Giovanni Francesco Barbieri, italský malíř († 22. prosince 1666)
- 1649 – Gabriel Daniel, francouzský jezuita a historik († 23. června 1728)
- 1688 – Pierre Carlet de Chamblain de Marivaux, francouzský spisovatel, dramatik a žurnalista († 12. února 1763)
- 1700 – Daniel Bernoulli, švýcarský fyzik a matematik, zakladatel hydrodynamiky († 17. března 1782)
- 1715 – Pasquale Cafaro, italský hudební skladatel a pedagog († 25. října 1787)
- 1720 – Sakuramači, 115. japonský císař († 28. května 1750)
- 1727 – Jean-André Deluc, švýcarský geolog a meteorolog († 7. listopadu 1817)
- 1741 – André Ernest Modeste Grétry, belgický hudební skladatel († 24. září 1813)
- 1775 – Antonio Bertoloni, italský botanik († 17. dubna 1869)
- 1781 – Kateřina Vilemína Zaháňská, rakouská a slezská šlechtična a politička († 29. listopadu 1839)
- 1792 – Karolína Augusta Bavorská, rakouská císařovna, česká a uherská královna, čtvrtá manželka Františka I. († 9. února 1873)
- 1796 – Barthélemy Prosper Enfantin, francouzský inženýr, ekonom († 31. srpna 1864)
- 1810 – Eliphas Lévi, francouzský okultista († 31. května 1875)
- 1813 – Samo Tomášik, slovenský romantický prozaik a básník († 10. září 1887)
- 1819 – John Ruskin, anglický spisovatel, básník, vědec a umělecký kritik († 20. ledna 1900)
- 1820 – William Tecumseh Sherman, vrchní velitel armády Spojených států († 14. února 1891)
- 1822 – Maxime Du Camp, francouzský spisovatel, žurnalista a fotograf († 9. února 1894)
- 1825
  - Henri Giffard, francouzský konstruktér první řiditelné vzducholodi († 15. dubna 1882)
  - Henry Walter Bates, anglický přírodovědec († 16. února 1892)
- 1828 – Jules Verne, francouzský spisovatel († 24. března 1905)
- 1834 – Dmitrij Ivanovič Mendělejev, ruský chemik († 2. února 1907)
- 1845 – Francis Ysidro Edgeworth, irský ekonom, matematik a statistik († 13. únor 1926)
- 1852 – Julius Neubronner, německý lékárník a vynálezce († 17. dubna 1932)
- 1855 – Karl Maria Coudenhove, zemský prezident ve Slezsku († 8. února 1913)
- 1856 – Paul Nadar, francouzský fotograf († 1. září 1939)
- 1861 – Harry Ward Leonard, americký elektrotechnik a vynálezce († 18. února 1915)
- 1862 – Károly Ferenczy, maďarský malíř († 18. března 1917)
- 1874 – Otto Glöckel, politik, autor rakouské školské reformy († 23. července 1935)
- 1875 – Samuel Gottscho, americký fotograf († 28. ledna 1971)
- 1876 – Paula Modersohn-Beckerová, německá malířka († 20. listopadu 1907)
- 1878 – Martin Buber, židovský filosof náboženství a překladatel rakouského původu († 13. června 1965)
- 1879 – Adolf Lindfors, finský zápasník († 6. května 1959)
- 1880 – Franz Marc, německý expresionistický malíř († 4. března 1916)
- 1883 – Josef Alois Schumpeter, na Moravě narozený akademický ekonom a politolog († 8. ledna 1950)
- 1888 – Giuseppe Ungaretti, italský spisovatel a básník († 1. června 1970)
- 1889 – Siegfried Kracauer, americký filmový a kulturní teoretik, sociolog a spisovatel († 26. listopadu 1966)
- 1892 – Ludwig Ferdinand Clauß, antropolog, psycholog a rasový teoretik nacistického Německa († 13. ledna 1974)
- 1894
  - Billy Bishop, kanadský stíhací pilot († 11. září 1956)
  - King Vidor, americký filmový režisér, herec, kameraman, scenárista a producent († 1. listopadu 1982)
- 1895 – Chorlogín Čojbalsan, mongolský komunistický vůdce († 26. ledna 1952)
- 1902 – Demčigdonrov, vůdce mongolského hnutí za nezávislost († 23. května 1966)
- 1903 – Tunku Abdul Rahman, první malajsijský premiér († 6. prosince 1990)
- 1904 – Alexandr Sergejevič Golovin, ruský sochař († 1968?)
- 1906 – Franz Andrysek, rakouský vzpěrač, olympijský vítěz († 9. února 1981)
- 1908 – Emil Staiger, švýcarský germanista († 28. dubna 1987)
- 1909 – Kató Lomb, maďarská tlumočnice a překladatelka, „jazykový génius“ († 9. června 2003)
- 1912 – Šimon Jurovský, slovenský hudební skladatel († 8. listopadu 1963)
- 1915
  - Rudolf Fabry, slovenský avantgardní básník, spisovatel, novinář, scenárista, překladatel a surrealistický grafik († 11. února 1982)
  - Robert Rakouský-d'Este, rakouský arcivévoda, syn posledního habsburského císaře Karla I. († 7. února 1996)
- 1919 – Mimi Malenšek, slovinská spisovatelka († 13. dubna 2012)
- 1920
  - Sverre Farstad, norský rychlobruslař, olympijský vítěz († 27. března 1978)
  - Thomas Maria Messer, ředitel newyorského Guggenheimova muzea československého původu († 15. května 2013)
- 1921
  - Lana Turner, americká herečka († 29. června 1995)
  - Immanuel Jakobovits, vrchní rabín Velké Británie († 31. října 1999)
- 1922 – Tadeusz Gajcy, polský básník († 16. srpna 1944)
- 1925 – Jack Lemmon, americký herec († 27. června 2001)
- 1926
  - Neal Cassady, americký básník, jeden z hlavních představitelů beat generation († 4. února 1968)
  - Elena Várossová, slovenská filozofka († 9. listopadu 2010)
- 1928
  - Ennio de Giorgi, italský matematik († 25. října 1996)
  - Vjačeslav Tichonov, ruský herec († 4. prosince 2009)
- 1929
  - Claude Rich, francouzský herec († 20. července 2017)
  - Christian Marin, francouzský herec († 5. září 2012)
- 1931 – James Dean, americký herec († 30. září 1955)
- 1932
  - John Williams, americký skladatel filmové hudby
  - Horst Eckel, německý fotbalista, mistr světa z roku 1954 († 3. prosince 2021)
- 1935 – Jan Wieczorek, polský římskokatolický biskup († 13. září 2023)
- 1941 – Nick Nolte, americký herec
- 1944
  - Eberhard Petzold, německý fotograf
  - Sebastião Salgado, brazilský dokumentární fotograf
- 1947 – J. Richard Gott, americký astrofyzik
- 1949 –  Brooke Adamsová, americká herečka
- 1952 – Rebecca Wellsová, americká spisovatelka a herečka
- 1953 – Art Bergmann, kanadský hudebník
- 1955
  - Ethan Phillips, americký herec
  - John Grisham, americký spisovatel
- 1956 – Dave Meros, americký baskytarista
- 1958 – Marina Silva, brazilská politička a ekoložka
- 1959 – Mauricio Macri, argentinský politik
- 1960
  - Noynoy Aquino, prezident Filipín († 24. června 2021)
  - Suzanna Hamilton, britská herečka
  - Stuart Hamm, americký baskytarista
  - Dino Ciccarelli, kanadský hokejista
- 1961 – Vince Neil, americký zpěvák hard rockové skupiny Mötley Crüe
- 1966
  - Alexander Antonitsch, rakouský tenista
  - Christo Stoičkov, bulharský fotbalista
- 1971
  - Andrus Veerpalu, estonský běžec na lyžích
  - Steinar Hoen, norský atlet (skok o tyči)
- 1972 – Adam F, anglický hudebník
- 1974
  - Kimbo Slice, americký boxer a bývalý zápasník MMA
  - Seth Green, americký herec
- 1977 – David "Phoenix" Farrell, americký hudebník, baskytarista skupiny Linkin Park
- 1980 – Jang Wej, čínský gymnasta
- 1981 – Dawn Olivieri, americká herečka
- 1983 – Ivan Skobrev, ruský rychlobruslař
- 1986
  - Eldin Adilović, bosenský fotbalista
  - Anderson Paak, americký rapper
  - Artem Sitak, novozélandský tenista
- 1987 – Carolina Kostner, italská krasobruslařka
- 1989 – Min Hjon-pin, jihokorejský sportovní lezec
- 1990
  - Bethany Hamilton, americká surfařka
  - Machmud Muradov, uzbecký bojovník (MMA)
  - Emily Scarrattová, anglická ragbistka
- 1991 – Genzebe Dibabaová, etiopská atletka, běžkyně
- 1992 – Seuran Han, jihokorejská sportovní lezkyně
- 1994 – Hakan Çalhanoğlu, turecký fotbalista
- 1995 – Kasper Asgreen, dánský silniční cyklista
- 1996 – Kenedy, brazilský fotbalista
- 2000 – Mathilde Gremaudová, švýcarská akrobatická lyžařka

## Úmrtí

### Česko

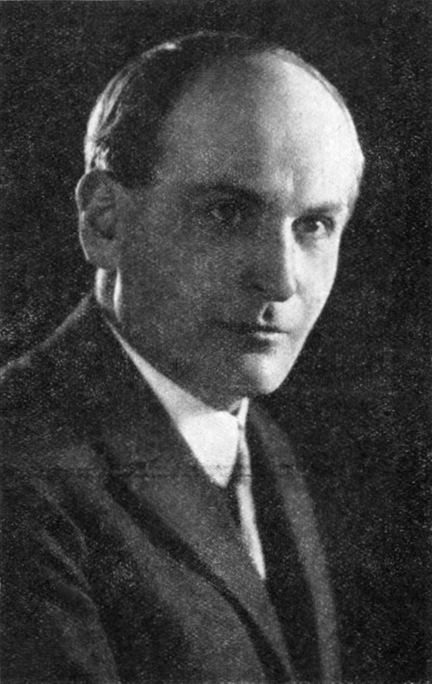
Jan Mukařovský († 1975)

- 1692 – Matěj Tanner, český jezuitský duchovní a spisovatel (* 28. února 1630)
- 1805 – Kristián Filip Clam-Gallas, šlechtic a mecenáš (* 29. dubna 1748)
- 1839 – Heinrich Scholz, právník a pedagog činný v Olomouci (* 4. srpna 1764)
- 1871 – Ignác Ondříček, houslista a lidový hudebník (* 7. května 1807)
- 1885 – Jan Nepomuk František Desolda, český kněz a obrozenec (* 10. září 1811)
- 1892 – Petr Mužák, středoškolský profesor krasopisu a kreslení (* 10. března 1821)
- 1901 – Josef Ladislav Turnovský, český spisovatel, dramatik, novinář (* 9. února 1838)
- 1903 – Karel Eduard z Lány, český evangelický farář a organizátor (* 1838)
- 1910 – Emanuel Zaufal, český lékař (* 12. července 1837)
- 1920 – Rudolf Mazuch, český akademický malíř (* 9. srpna 1891)
- 1921 – Max Dvořák, český historik umění a památkář působící ve Vídni (* 24. června 1874)
- 1929 – Hugo Václav Sáňka, speleolog, archeolog a blanenský kronikář (* 26. března 1859)
- 1936 – František Okleštěk, československý politik (* 12. dubna 1867)
- 1938
  - Josef Vaňásek, český kriminalista (* listopad 1877)
  - Josef Grus, český kreslíř, propagátor turistiky (* 2. srpna 1869)
- 1945 – Jaroslav Šimsa, český publicista a filosof (* 12. října 1900)
- 1957 – Metoděj Vlach, český konstruktér a cestovatel (* 6. července 1887)
- 1961 – Miloš Kössler, český matematik (* 19. června 1884)
- 1971 – Jerzy Cymorek, český luteránský duchovní polské národnosti (* 31. srpna 1904)
- 1975 – Jan Mukařovský, český estetik, jazykovědec a literární teoretik (* 11. listopadu 1891)
- 1979 – Jaroslav Štumpf, československý fotbalový reprezentant (* 2. prosince 1914)
- 1981 – Karel Šmirous, český vědec, průkopník barevné fotografie (* 3. prosince 1890)
- 1991 – Pavel Hanuš, český spisovatel, dramatik, scenárista (* 8. června 1928)
- 1997 – Miroslav Řihošek, atlet, dálkař a trojskokan (* 16. října 1919)
- 2000 – Vlastimil Preis, československý fotbalový reprezentant (* 12. února 1921)
- 2003 – Miroslav Heryán, český českobratrský duchovní, teolog, pedagog, esperantista a básník (* 13. července 1923)
- 2005 – Hynek Žalčík, český hudební producent a textař (* 9. dubna 1949)
- 2007 – Jan Truhlář, český hudební skladatel, kytarista a pedagog (* 6. července 1928)
- 2020 – Erazim Kohák, filozof a publicista (* 21. května 1933)

### Svět

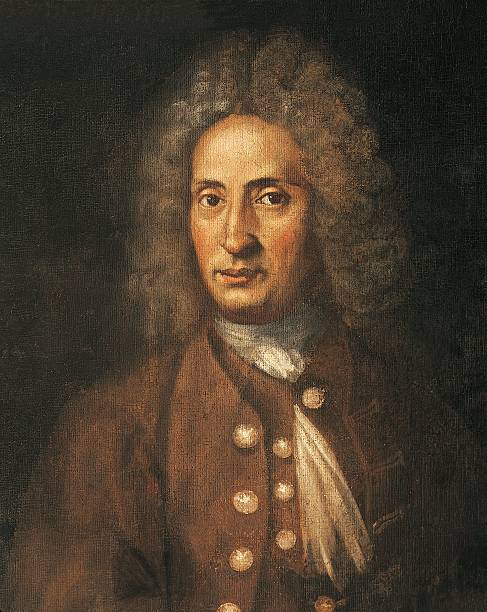
Giuseppe Torelli († 1709)

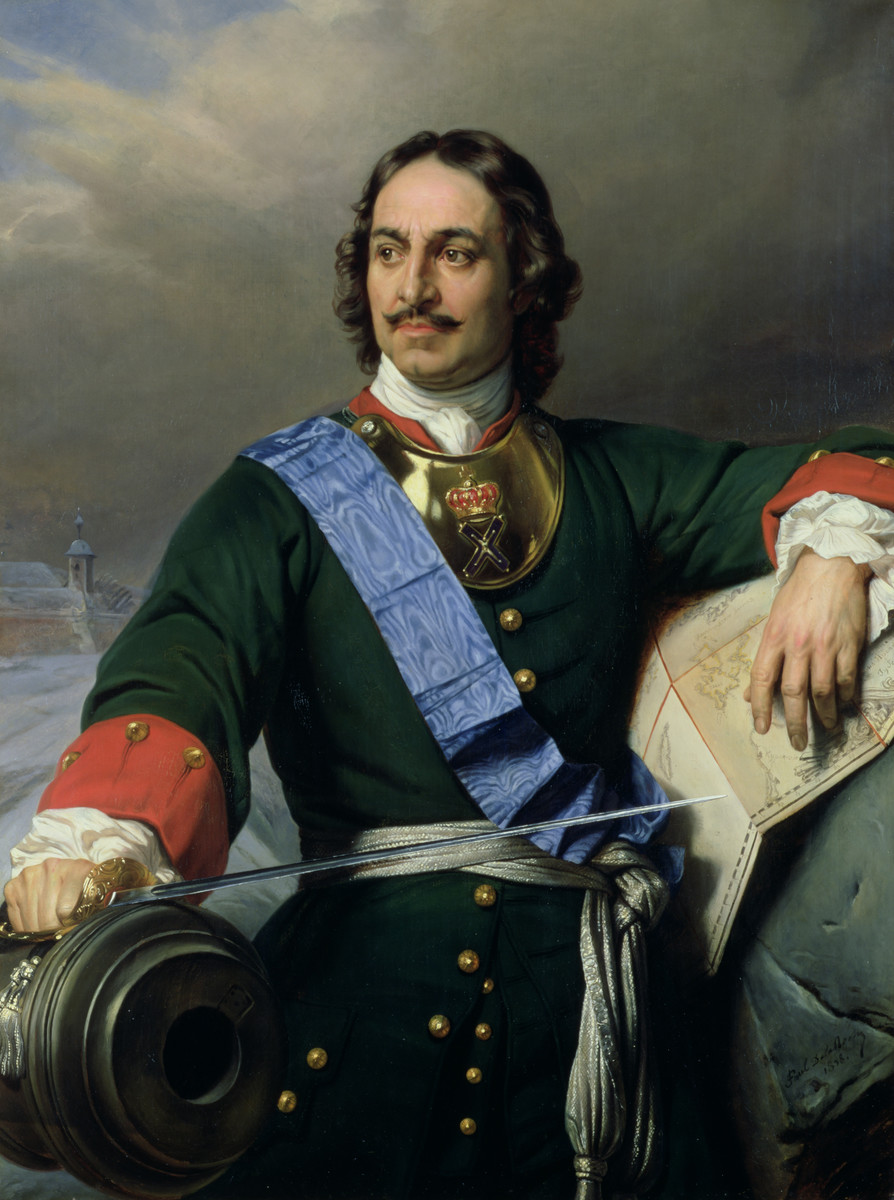
Petr Veliký († 1725)

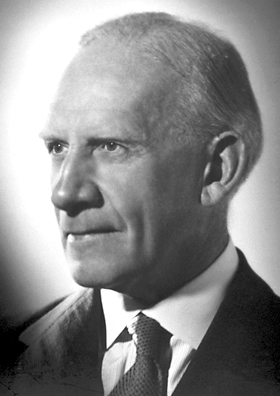
Robert Robinson († 1975)

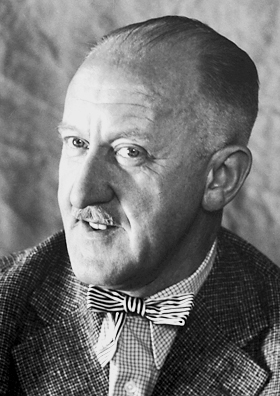
Halldór Kiljan Laxness († 1998)

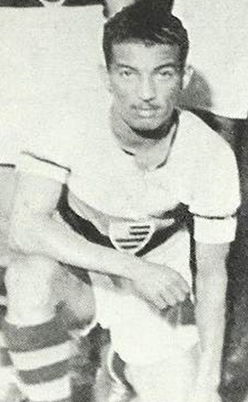
Zizinho († 2002)

- 1135 – Elvíra Kastilská, sicilská královna (* asi 1100)
- 1204 – Alexios IV. Angelos, byzantský císař (* 1182)
- 1250 – Robert I. z Artois, první hrabě z Artois (* 1216)
- 1265 – Hülegü, mongolský chán (* 1217)
- 1296 – Přemysl II. Velkopolský, polský král z dynastie Piastovců (* 14. října 1257)
- 1382 – Blanka Francouzská (1328), vévodkyně orleánská, dcera francouzského krále Karla IV. (* 1. dubna)
- 1537 – sv. Jeroným Emiliani, italský kněz (* 1486)
- 1587 – Marie Stuartovna, francouzská a skotská královna (* 8. prosince 1542)
- 1654 – Jean-Louis Guez de Balzac, francouzský spisovatel (* 31. května 1597)
- 1664 – Peter Benický, slovenský básník (* 1603)
- 1680 – Alžběta Falcká, dcera českého krále Fridricha Falckého (* 26. prosince 1618)
- 1691 – Carlo Rainaldi, italský barokní architekt (* 4. května 1611)
- 1696 – Ivan V., ruský car (* 6. září 1666)
- 1707 – Giuseppe Aldrovandini, italský hudební skladatel (* 8. června 1671)
- 1709 – Giuseppe Torelli, italský hudební skladatel (* 22. dubna 1658)
- 1725 – Petr Veliký, ruský car (* 9. června 1672)
- 1749 – Jan van Huysum, nizozemský malíř zátiší (* 15. dubna 1682)
- 1772 – Augusta Sasko-Gothajská, waleská princezna (* 30. listopadu 1719)
- 1804 – Joseph Priestley, anglický chemik, filozof, duchovní a pedagog (* 13. března 1733)
- 1835 – Cathérine Josephine Duchesnois, francouzská herečka (* 5. června 1777)
- 1849 – France Prešeren, slovinský básník a právník (* 3. prosince 1800)
- 1855 – Charles Crozatier, francouzský sochař (* 18. února 1795)
- 1871 – Moritz von Schwind, rakouský malíř (* 21. ledna 1804)
- 1874 – David Strauss, německý teolog, filozof a spisovatel (* 27. ledna 1808)
- 1877 – Charles Wilkes, americký námořní důstojník a objevitel (* 3. dubna 1798)
- 1878 – Elias Magnus Fries, švédský ekonom, botanik a mykolog (* 15. srpna 1794)
- 1892 – Egon Thurn-Taxis, německý šlechtic (* 17. listopadu 1832)
- 1894 – Robert Michael Ballantyne, skotský spisovatel a malíř (* 24. dubna 1825)
- 1909 – Mieczysław Karłowicz, polský hudební skladatel (* 11. prosince 1876)
- 1913 – Karl Maria Coudenhove, zemský prezident ve Slezsku (* 8. února 1855)
- 1917 – Anton Haus, rakouský velkoadmirál, velitel rakousko-uherského námořnictva (* 13. června 1851)
- 1918 – Louis Renault, francouzský právník, nositel Nobelovy ceny míru (* 21. května 1843)
- 1921 – Petr Kropotkin, ruský revolucionář, anarchista, publicista, geograf a geolog (* 9. prosince 1842)
- 1926 – William Bateson, britský genetik (* 8. srpna 1861)
- 1935
  - Eemil Nestor Setälä, finský politik a jazykovědec (* 27. února 1864)
  - Max Liebermann, německý impresionistický malíř a grafik (* 20. července 1847)
- 1936 – Charles Curtis, americký státník a republikánský politik, 31. viceprezident USA (* 25. ledna 1860)
- 1942 – Fritz Todt, nacistický ministr zbrojního průmyslu (* 4. září 1891)
- 1944 – Bernard Sachs, americký neurolog (* 2. ledna 1858)
- 1945 – Italo Santelli, italský šermíř, instruktor šermu v Budapešti (* 15. srpna 1866)
- 1950 – Anne Brigmanová, americká fotografka (* 3. prosince 1869)
- 1957
  - Walther Bothe, německý fyzik (* 8. ledna 1891)
  - John von Neumann, maďarsko-německý matematik (* 28. prosince 1903)
- 1960 – John Langshaw Austin, britský filosof jazyka a jazykovědec (* 26. března 1911)
- 1964 – Ernst Kretschmer, německý psycholog (* 8. října 1888)
- 1974 – Fritz Zwicky, švýcarsko-americký astronom (* 14. února 1898)
- 1975
  - Josef Efrati, izraelský politik (* 19. února 1897)
  - Robert Robinson, anglický organický chemik, Nobelova cena za chemii (* 13. září 1886)
- 1976 – Arsenij Semjonov, ruský spisovatel (* 16. ledna 1935)
- 1979
  - Heinrich Klüver, německo-americký experimentální psycholog a neurolog (* 25. května 1897)
  - Dénes Gábor, maďarsko-britský fyzik, nositel Nobelovy ceny za objev holografie (* 5. června 1900)
- 1980 – Štefan Kločurak, karpatoruský sociálně demokratický a agrární politik, redaktor a právník (* 27. února 1895)
- 1982 – Ľudovít Greššo, slovenský herec (* 3. ledna 1916)
- 1984 – Philippe Ariès, francouzský historik (* 21. července 1914)
- 1988 – Alfréd Wetzler, slovenský spisovatel a antifašista (* 10. května 1918)
- 1990
  - Katalin Karády, maďarská herečka a zpěvačka (* 8. prosince 1910)
  - Georges de Mestral, švýcarský elektroinženýr, vynálezce suchého zipu (* 19. června 1907)
- 1991 – Aaron Siskind, americký abstraktní expresionistický fotograf (* 4. prosince 1903)
- 1995 – Rachel Thomas, velšská herečka (* 10. února 1905)
- 1996 – Mercer Ellington, americký trumpetista a hudební skladatel (* 11. března 1919)
- 1998
  - Halldór Kiljan Laxness, islandský prozaik, básník, dramatik, esejista a překladatel, nositel Nobelovy ceny (* 23. dubna 1902)
  - Enoch Powell, britský konzervativní politik (* 16. června 1912)
- 1999 – Iris Murdoch, britská prozaička a filozofka irského původu (* 15. července 1919)
- 2000 – Ion Gheorghe Maurer, předseda Rady ministrů Rumunska (* 23. září 1902)
- 2002 – Zizinho, brazilský fotbalista (* 14. října 1921)
- 2005
  - Gaston Rahier, belgický motokrosový závodník (* 1. února 1947)
  - Jimmy Smith, americký hráč na Hammondovy varhany (* 8. prosince 1928)
- 2006 – Elton Dean, britský saxofonista (* 28. října 1945)
- 2007
  - Michel Cournot, francouzský spisovatel, žurnalista, scenárista, filmový režisér (* 1. května 1922)
  - Anna Nicole Smith, americká modelka a herečka (* 28. listopadu 1967)
- 2012
  - Wando, brazilský zpěvák a kytarista (* 2. října 1945)
  - Luis Alberto Spinetta, argentinský rockový hudebník (* 23. ledna 1950)
- 2013 – Giovanni Cheli, italský kardinál (* 4. října 1918)
- 2014
  - Dick Berk, americký jazzový bubeník (* 22. května 1939)
  - Maicon Oliveira, brazilský fotbalista (* 8. května 1988)
- 2017 – Peter Mansfield, anglický fyzik, nositel Nobelovy ceny za fyziologii a lékařství (* 9. října 1933)
- 2021 – Jean-Claude Carrière, francouzský scenárista, herec a režisér (* 17. září 1931)
- 2025 – Sam Nujoma, namibijský politik (* 12. května 1929)

## Svátky

### Česko
- Milada
- Aranka
- Mlad, Mladen
- Šalamoun, Šalomoun

### Svět
- Slovinsko: Prešerenův den

| 8. únor v pražském KlementinuÚdaje jsou platné k 29. 4. 2025. | 8. únor v pražském KlementinuÚdaje jsou platné k 29. 4. 2025. | 8. únor v pražském KlementinuÚdaje jsou platné k 29. 4. 2025. |
| minimum                                                       | denní průměr                                                  | maximum                                                       |
| ------------------------------------------------------------- | ------------------------------------------------------------- | ------------------------------------------------------------- |
| −20,0 °C (1865)                                               | 2,0 °C (od 1961)                                              | 16,8 °C (1990)                                                |